# Гипотеза Артина
В теории чисел гипотеза Артина — это гипотеза о существовании и количественной оценке простых чисел, по модулю которых заданное целое число является первообразным корнем. Гипотеза была высказана Эмилем Артином Хельмуту Хассе 27 сентября 1927 года, согласно дневнику последнего.

## Формулировка
| Для любого целого числа a, не являющегося точным квадратом и отличного от −1, существует бесконечно много простых чисел, по модулю которых a является первообразным корнем. Более того, для количества {\displaystyle N_{a}(x)} таких простых чисел, не превышающих x, справедлива асимптотика {\displaystyle N_{a}(x)\sim A(a){\frac {x}{\ln x}}} при {\displaystyle x\to \infty ,} где {\displaystyle A(a)} — константа, зависящая только от a. |

В настоящий момент неизвестно даже, верна ли гипотеза для конкретного числа a = 2.

## Пример
Число 2 является первообразным корнем, в частности, по модулю 3 и по модулю 5, но не по модулю 7. Последовательность простых чисел, по модулю которых 2 является первообразным корнем, начинается так:
3, 5, 11, 13, 19, 29, 37, 53, 59, 61, 67, 83, 101, … (последовательность A001122 в OEIS)
На данный момент остаётся открытым вопрос о бесконечности этой последовательности. Гипотеза Артина предполагает утвердительный ответ на этот вопрос.